# Jesús Bermúdez
Pour les articles homonymes, voir Bermúdez.
Jesús Bermúdez (né le 24 janvier 1902 à Oruro en Bolivie et mort en 1945) était un joueur de football bolivien, qui évoluait au poste de gardien de but.

## Biographie
Il évolue en tant que gardien durant sa carrière dans le club bolivien de l'Oruro Royal, où il joue entre 1925 et 1931.
Bermúdez garde les buts boliviens lors de huit des neuf premiers matchs internationaux de l'histoire de son pays, encaissant quarante-cinq buts,,. Avec l'équipe de Bolivie, il participe à la coupe du monde 1930, avec 16 autres joueurs boliviens, sélectionné par l'entraîneur Ulises Saucedo.
Il est alors l'un des piliers de la sélection, avec Diógenes Lara notamment, bien que le pays ne passe pas le 1er tour lors du tournoi.